# Menina (Orlado Pelayo)

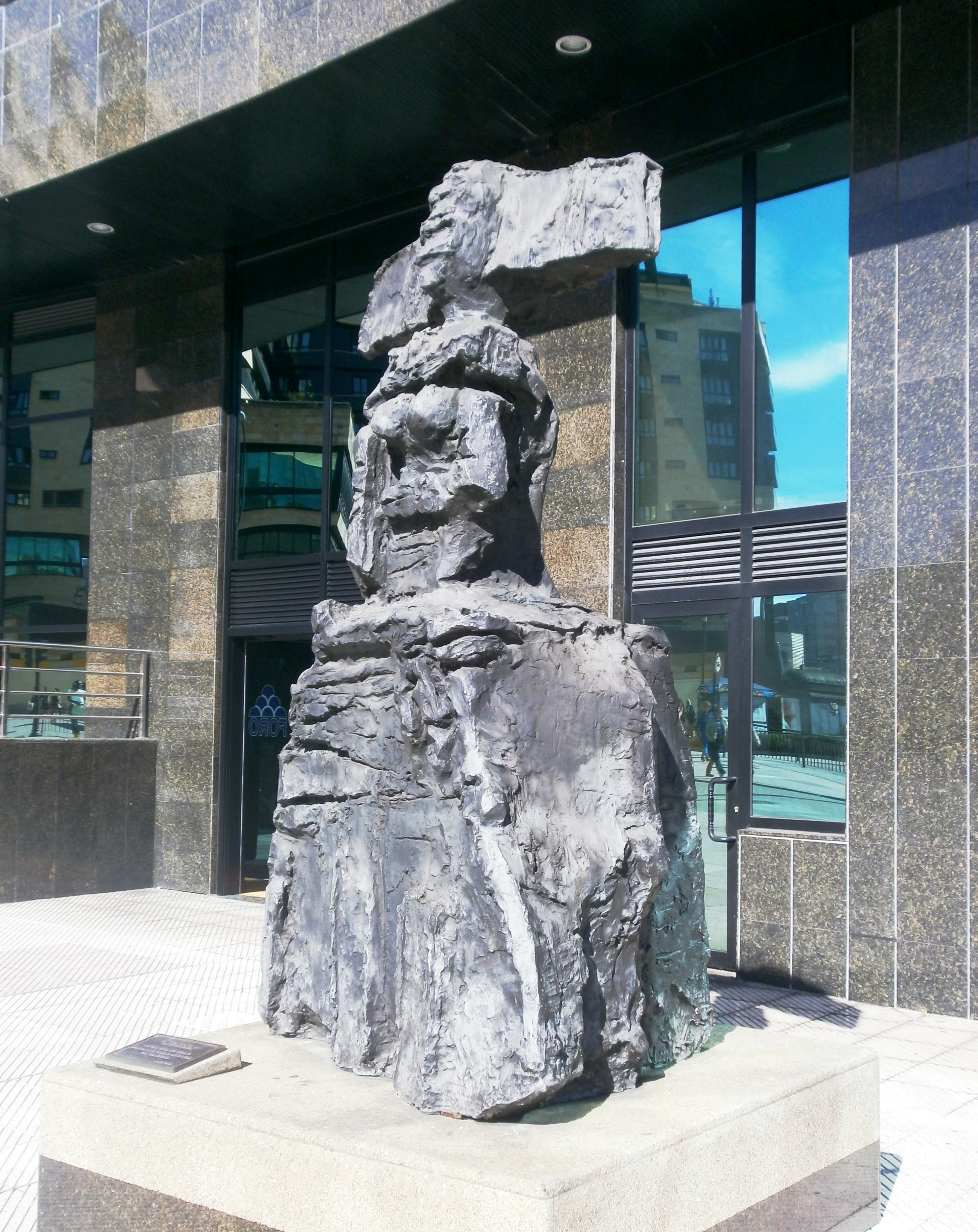
Vista de la escultura

La escultura urbana conocida por el nombre Menina, ubicada en la avenida Pepe Cosmen 1, en la ciudad de Oviedo, Principado de Asturias, España, es una de las más de un centenar que adornan las calles de la mencionada ciudad española.
El paisaje urbano de esta ciudad,  se ve adornado por  obras escultóricas, generalmente monumentos conmemorativos dedicados a personajes de especial relevancia en un primer momento, y más puramente artísticas desde finales del siglo XX.
La escultura, de estilo expresionista abstracto,  hecha en bronce, es obra de Orlando Pelayo, y está datada su inauguración en 2005.
La obra original fue creada en el año 1979, a partir de una  figurita de plastilina, con el rasgueado y esgrafiado que hoy podemos observar, luego por el sistema de "cera perdida" se pasó  a bronce. Las dimensiones del original eran pequeñas, su altura no llegaba a 30 centímetros, por ello, un taller proporcionó las dimensiones adecuadas para la colocación como estatua pública. Esta obra escultórica, puede clasificarse dentro de la etapa de la vida artística  de Orlando Pelayo, en la que reinterpreta grandes obras y que él llamó  "Reflexiones sobre el pasado”.
La obra presenta una placa con la siguiente inscripción: “MENINA” AUTOR:ORLADO PELAYO DONADA A LA CIUDAD DE OVIEDO POR CONCESCO mayo de 2005
La empresa  asturiana CONCESCO donó esta obra a la ciudad de Oviedo en el año 2005.